# Prickig sandvar
Prickig sandvar (Citharichthys stigmaeus) är en fiskart som beskrevs av Jordan och Gilbert 1882. Prickig sandvar ingår i släktet Citharichthys och familjen Paralichthyidae. Inga underarter finns listade i Catalogue of Life.